# 森蒂纳尔比特 (北达科他州)
森蒂纳尔比特（英語：Sentinel Butte），是美国北达科他州下属的一座城市。根据2010年美国人口普查，该市有人口56人。